# Hilde Kraska
Hilde Kraska (* 24. August 1921 als Hilde Rahe; † 10. Dezember 2018) war eine deutsche Tischtennis-Nationalspielerin aus den 1950er-Jahren. Sie holte zwei Titel bei Deutschen Meisterschaften.

## Werdegang
Kraska spielte bis 1953 bei FC Schalke 04 und wechselte dann zum TTC Bottrop-Eigen. Bei den Westdeutschen Meisterschaften des WTTV gewann sie achtmal den Titel, 1955 im Einzel, 1952 bis 1956 im Doppel mit Hilde Kazmierczak-Gröber sowie im Mixed 1951 mit Severin und 1954 mit Bernie Vossebein.
1954 gewann Kraska die nationale deutsche Meisterschaft im Mixed mit Bernie Vossebein. Ein Jahr später wurde sie deutsche Meisterin im Doppel mit Hilde Kazmierczak-Gröber, im Einzel wurde sie Zweite. Das Halbfinale erreichte sie 1951 im Doppel mit Hilde Kazmierczak, 1953 im Mixed mit Bernie Vossebein, 1955 im Mixed mit Karl-Heinz Harmansa und 1956 im Doppel mit Hilde Kazmierczak-Gröber.
1955 wurde sie für die Weltmeisterschaft nominiert. Hier besiegte sie im Einzel Margita Covic (Jugoslawien) und unterlag Fujie Eguchi (Japan). Im Doppel mit Annegret Thöle schied sie in der ersten Runde gegen die englischen Zwillinge Diane Rowe/Rosalind Rowe aus. Ebenso verlor sie im Mixed mit Leopold Holusek bereits in der ersten Runde gegen die Österreicher Karl Wegrath/Friederike Lauber. Mit der deutschen Mannschaft kam sie auf Platz 16.
Insgesamt bestritt Kraska sechs Länderspiele. 1955 wurde sie in der deutschen Rangliste auf Platz vier geführt.

## Turnierergebnisse
| Verband | Veranstaltung     | Jahr | Ort     | Land | Einzel    | Doppel    | Mixed      | Team |
| ------- | ----------------- | ---- | ------- | ---- | --------- | --------- | ---------- | ---- |
| GER     | Weltmeisterschaft | 1955 | Utrecht | NED  | letzte 64 | letzte 32 | letzte 128 | 16   |